# Vicia dennesiana
Vicia dennesiana — вид рослин з родини Бобові (Fabaceae). З 1949 року вид не зустрічаються в природі, вважаються вимерлим у природному середовищі існування (EW). Популяція була збережена в саду Хьютета Коттрелла Уотсона, автора, який описав цей вид, а пізніше перевезена в Королівський ботанічний сад Кью, але при спробі розмножити популяція згасла й наразі вид існує лише у вигляді гербарію.
У Червоному списку МСОП за 1997 рік мала статус «вимерлий» (EX) і наведена для о. Сан-Мігел.